# Ерлич, Иоаким
Иоаким Ерлич  (пол. Joachim Jerlicz; 1598 — после 1673) — польский хронист. Родился на Волыни, в шляхетской семье; служил в польском войске, потом поселился в киевском воеводстве. Принимал участие в военных действиях Стефана Чарнецкого. Хотя и православный по вероисповеданию, Ерлич был и по языку, и по симпатиям поляк; казацкое восстание, принудившее его покинуть имение, вызвало в нем неприязненные чувства по отношению к казакам. Умер после 1673 г.
Оставил хронику за 1620—1673 годы, носящую скорее характер воспоминаний. Благодаря обширным знакомствам и родственным связям Ерлич имел возможность сообщить много подробных сведений о современных ему событиях. Издана К. Войцицким, под заглавием: «Latopisiec albo kroniczka Joachima Jerlicza» (Варшава, 1853).

## Сочинение
- «Latopisiec albo kroniczka różnych spraw i dziejów dawnych i teraźniejszych czasów, z wieku i życia mego na tym padole» 1620—1673